# Zofia Słońska
Zofia Antonina Słońska (ur. 16 maja 1950 w Poznaniu) – polski socjolog, specjalista z zakresu promocji zdrowia, socjologii zdrowia i socjologii medycyny, nauczyciel akademicki.

## Życiorys
W 1973 ukończyła studia magisterskie w Instytucie Socjologii Uniwersytetu Warszawskiego. Stopień doktora nauk humanistycznych w zakresie socjologii uzyskała w 1987 w Polskiej Akademii Nauk na podstawie pracy pt. Sytuacyjne uwarunkowania poglądów i zachowań chorych na cukrzycę. Socjologiczne studium choroby przewlekłej.
Zawodowo związana z Instytutem Kardiologii im. Prymasa Tysiąclecia Kardynała Stefana Wyszyńskiego oraz Szkołą Zdrowia Publicznego Centrum Medycznego Kształcenia Podyplomowego w Warszawie. Ponadto pracownik Państwowego Zakładu Higieny oraz pracownik i ekspert Światowej Organizacji Zdrowia, doradca ministra zdrowia oraz współpracownik Komisji Europejskiej. W latach 1993–2005 pełniła funkcję the WHO national counterpart for health promotion. W latach 1995–2005 członek the European Committee for Health Promotion Development, a od 1998 roku członek Komitetu Doradców, Centrum ds. Komunikacji, Zdrowia i Środowiska z siedzibą w Waszyngtonie. Od 2006 członek przedstawiciel Rządowej Rady Ludnościowej.
Członek organizacji naukowych krajowych i zagranicznych, w tym m.in. Sekcji Socjologii Zdrowia Polskiego Towarzystwa Socjologicznego (członek zarządu) oraz European Society of Health and Medical Sociology (członek zarządu).
Autorka i koordynatorka licznych projektów badawczych realizowanych m.in. we współpracy z Bankiem Światowym i Komisją Europejską, w tym np. European Health Literacy Survey (HLS-EU).
Autorka lub współautorka blisko 100 publikacji, w tym monografii i rozdziałów w podręcznikach z zakresu promocji zdrowia,socjologii zdrowia i socjologii medycyny, a także współautorka Encyklopedii Socjologii. Członek redakcji czasopism naukowych, w tym m.in. Health Promotion International oraz Salute e Societa.

## Odznaczenia
- Krzyż Kawalerski Orderu Odrodzenia Polski (2005)[8].
- Złoty Krzyż Zasługi (2001)[9].